# مس كوماري
مس كوماري (بالإنجليزية: Miss Kumari)‏ هي ممثلة هندية (وحملت سابقاً جنسية الراج البريطاني واتحاد الهند)، ولدت في 1 يونيو 1932 في كوتايام في الهند، وتوفيت في 9 يونيو 1969.

## وصلات خارجية
- مس كوماري على موقع IMDb (الإنجليزية)
- مس كوماري على موقع قاعدة بيانات الفيلم (الإنجليزية)